# دوروثي كوبر
دوروثي كوبر (بالإنجليزية: Dorothy Cooper)‏ هي كاتبة سيناريو أمريكية، ولدت في 30 سبتمبر 1911 في فيرمليون في الولايات المتحدة، وتوفيت في 24 نوفمبر 2004 في بالم ديسيرت في الولايات المتحدة.

## روابط خارجية
- دوروثي كوبر على موقع IMDb (الإنجليزية)